# Hamilton kastély
A Hamilton-palota skót nagyúri rezidencia volt Dél Lanarkshire megyében található Hamilton városában. A XVII. és XIX. század között a Hamilton hercegek családi székhelye volt, és Skócia egyik legjelentősebb, legpompásabb és legnagyobb magánépületeként ismerték. A Hamilton család kastély alá nyúló szénbányái miatt az épület instabillá vált, le kellett bontani.

## Építése

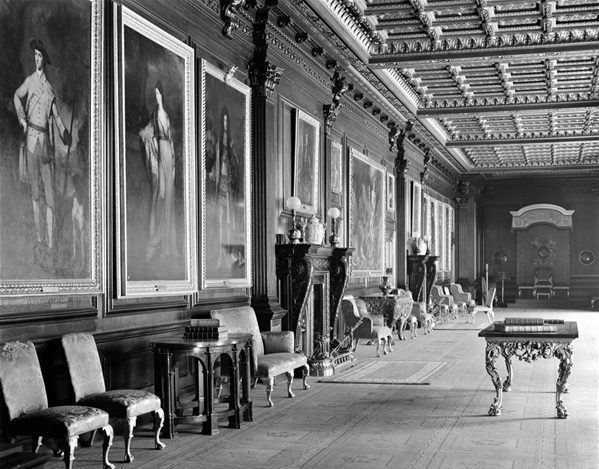
A Country Life magazin 1919. június 7-i kiadásában megjelent fotón a Hosszú Galéria (Long Gallery)

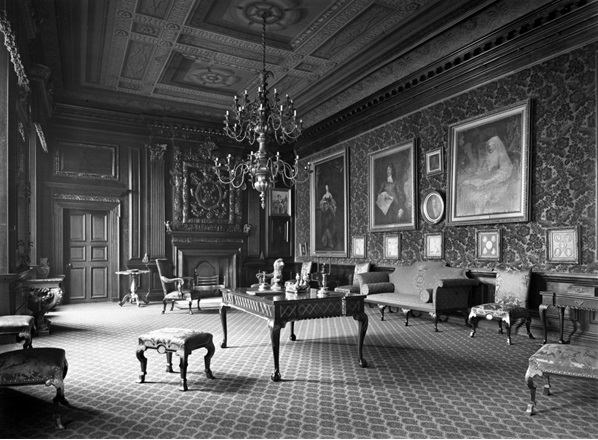
A Country Life magazin 1919. június 7-i kiadásában megjelent fotón a Nagy Étkező (Great Dining Room)

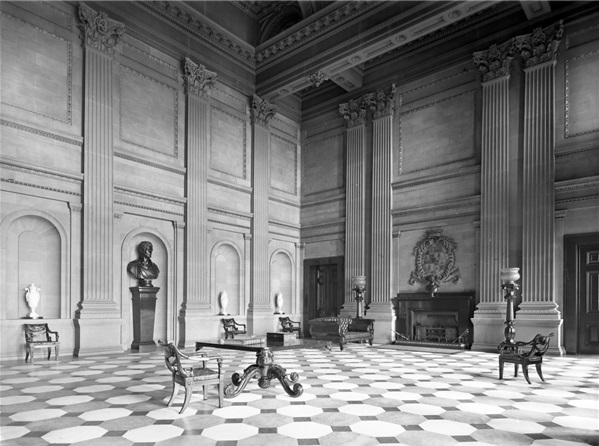
Bejárati csarnok a 10. herceg bronz mellszobrával és fekete márvány kandallóval, felette a Hamilton címer

A Hamilton-palota magja XIV. századi toronyház volt, amelyet „The Orchard“ (gyümölcsöskert) néven ismertek, a Hamilton család székhelye volt. A középkori falak vastagsága 2,7 méter volt, jelezve az épület védelmi jellegét. Az 1570-ben a királypárti erők sikertelenül megostromolták a kastélyt, mert James Hamilton Arran 2. grófja, I. Mária skót királynőt támogatta és nem Mária fiát, VI. Jakabot. A súlyos károkat szenvedett épületet 1591-ben újjáépítették, ekkortól kezdték „Hamilton Palace“ néven említeni.
A meghatározó átépítés Anne Hamilton és férje William Douglas Hamilton hercege nevéhez fűződik. A munkák egy U alaprajzú épület létrehozásához vezetett, nyitott déli fekvésű udvarral. A déli frontot 1693 és 1701 között építették át barokk stílusban, így alakult ki az új főhomlokzat hatalmas korinthoszi portikuszokkal tagolt képe. Az átalakított északi front homlokzata mögött az első emeletet teljes egészében a 36,6 méteres „Hosszú Galéria“ foglalta el (lásd lejjebb a képet), míg a nyugati szárny első emeletén a hercegi lakosztály volt.
Alexander Hamilton, Hamilton 10. hercege elkezdte javítani és bővíteni a Hamilton-palota északi frontját, felhasználva azt a hatalmas vagyont, amelyet a család a lanarkshire-i szénmezők birtoklásából szerzett. A herceg hatalmas rezidenciát szeretett volna építeni, amely nemcsak a család növekvő gazdagságát és helyzetét tükrözi, hanem megfelelően nagyszerű környezetet biztosított az általa továbbra is gyűjtött jelentős művészeti gyűjtemények számára, beleértve a felesége művészeti gyűjteményét és könyvtárát.
A 15 öblös, háromszintes északi front 80 méter hosszú és 20 méter magas volt, amelyet hat darab 7,5 méter magas korinthoszi oszlopból álló kolosszális portikusz díszített. A már meglévő szobák – mint például a Hosszú Galéria (Long Gallery), a Régi Étkező (Old Dining Room), a Régi Hivatalos Reggeliző Szoba (Old State Breakfast Room), a Régi Hivatalos Társalgó (Old State Drawing Room) és a Régi Hivatalos Hálószoba (Old State Bedroom) mellett új helyiségeket is építettek, mint például az Egyiptomi Csarnok (Egyptian Hall), a Bejárati Csarnok (Entrance Hall), a Tribün (Tribune), a Biliárd Szoba (Billiard Room), az Iratok Szobája (Charter Room), a Hivatalos Étkező (State Dining Room), a Társalgó (Drawing Room), a Hivatalos Hálószoba (State Bedroom), a Zene Szoba (Music Room), a Hamilton Könyvtár (Hamilton Library) és a Beckford Könyvtár (Beckford Library). A bútorzat méltó volt a szobák elnevezéséhez. A XIX. század közepére Skócia egyik legnívósabb magán festmény-gyűjteménye is itt volt található, köztük Peter Paul Rubens, Tiziano Vecellio, Anthony van Dyck és más mesterek műveit.

## Fénykora
A kastély fénykorában számos híres vendéget fogadott, többek között 1831-ben a francia uralkodó legidősebb lányát, Mária Terézia Sarolta francia királyi hercegnőt, 1843-ban Henri d’Artois-t, 1851-ben az uralkodó édesanyját, Viktória szász–coburg–saalfeldi hercegnőt, 1860-ban Eugénia francia császárnét A Hamilton-palota 1878 januárjában fogadta a Edward walesi herceget, Napóléon császári herceget és Rudolf osztrák koronaherceget, akik előbb vadásztak, majd díszvendégei voltak egy négyszáz fős bálnak.
A Hamilton-kastély fenntartása költségesnek bizonyult. A 12. hercegnek értékesíteni kellett számos festményt és műtárgyat, hogy finanszírozza extravagáns életvitelét, lóverseny-függőségét. A londoni Christie’s jelentése szerint 1 184 409 font (2023-as áron: 100 millió font) bevételre tett így szert. Ez több mint nyolc évnyi jövedelmének felelt meg, amit 64 000 hektáros birtokai biztosítottak, 15 millió font adóssága maradt. A herceg bizalmi rendelkezése és rendezése átadta birtokát vagyonkezelőknek. 1889-ben a herceg engedélyezte, hogy a Bent Colliery Company kitermelje Hamilton kastély alá is benyúló szénvagyonát.
Az utolsó nagyszabású fogadásra 1914 júliusában került sor, amikor a 12. herceg és hercegnő vendégül látta V. György királyt és Mária királynét. 1915 júniusában a herceg kölcsönadta a palota egy részét az Első világháborúban megsérült, kórházakból és lábadozó otthonokból hazabocsátott katonák és tengerészek elhelyezésére.

## Lebontása
1919 júniusában a vagyonkezelők tájékoztatást kaptak arról, hogy a palota alatt akkoriban folyamatban lévő szénmunkálatok károkat okoznak. végül tönkretehetik a palota szerkezetét, ezért úgy döntöttek, hogy lerombolják. A megmaradt értékeket elárverezték. 1920. decemberében Hamilton hercege és hercegnője 8,9 hektár földet ajándékozott Hamilton városának. A palota olyan szilárdan volt, hogy a tervezettnél jóval tovább tartott a lebontása. A palota utolsó részeit 1932-ben bontották le. Hamilton városi tanácsa 300 hektár vásárolt meg a kastély parkjából, beleértve a Hamilton mauzóleumot, az istállókat és a lovardát.